# Monte Barbaro e Cratere di Campiglione
Das FFH-Gebiet Monte Barbaro e Cratere di Campiglione ist ein NATURA 2000-Schutzgebiet in der italienischen Region Kampanien. Das 358 ha große Schutzgebiet umfasst den als Monte Barbaro bekannten südlichen Kraterrand des Vulkankegels des Monte Gauro und den Campiglione-Krater. Das in den Phlegräischen Feldern im Gemeindegebiet von Pozzuoli liegende Schutzgebiet gehört zum Großteil zum Regionalpark Phlegräische Felder. Die Verwaltung des Schutzgebietes untersteht dem zuständigen Amt für Natur- und Landschaftsschutzgebiete der Region Kampanien.

## Bedeutung
Schutzgebiet mit mediterraner Macchie-Landschaft und Trockenrasen. Es weist eine bedeutende Avifauna und einen wichtigen Bestand an Fledermäusen auf.

## FFH-Lebensraumtypen
Im FFH-Gebiet Monte Barbaro e Cratere di Campiglione sind auf Basis des Anhang I der FFH-Richtlinie folgende schützenswerte Lebensraumtypen verzeichnet:
- Thermo-mediterrane Gebüschformationen und Vorwüsten (sonstige Gesellschaften)
- Mediterrane Trockenrasen der Thero-Brachypodietea
- Eichenwälder mit Castanea sativa

## Arten

### Besonders schützenswerte Arten

#### Vögel
Folgende Arten, die im Anhang I der Vogelschutzrichtlinie der EU gelistet sind, sind im FFH-Gebiet Monte Barbaro e Cratere di Campiglione anzutreffen. Die mit einem (b) gekennzeichneten Arten brüten im Schutzgebiet:
- Neuntöter (b)
- Wanderfalke

Des Weiteren sind folgende Arten von gemeinschaftlichem Interesse gemäß Anhang II gelistet:
| - Feldlerche - Singdrossel | - Turteltaube - Wachtel |

#### Insekten
Unter den im Schutzgebiet vorkommenden Insekten finden sich folgende Arten von gemeinschaftlichem Interesse gemäß Anhang II der FFH-Richtlinie:
- Großer Eichenbock

#### Säugetiere
Unter den im Schutzgebiet vorkommenden Säugetieren finden sich folgen Arten von gemeinschaftlichem Interesse gemäß Anhang IV der FFH-Richtlinie:
- Große Hufeisennase
- Kleine Hufeisennase

#### Reptilien
Unter den Reptilien sind folgende Arten von gemeinschaftlichem Interesse aufgeführt:
- Gelbgrüne Zornnatter
- Ruineneidechse

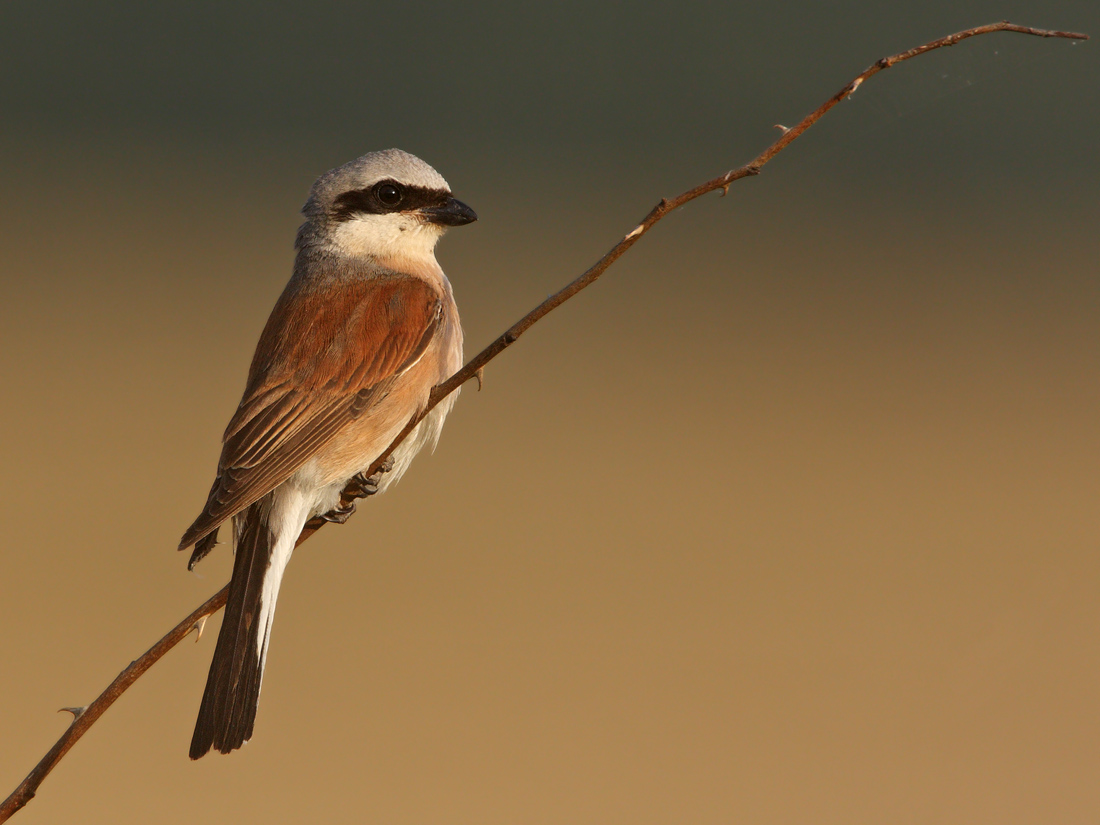
Neuntöter
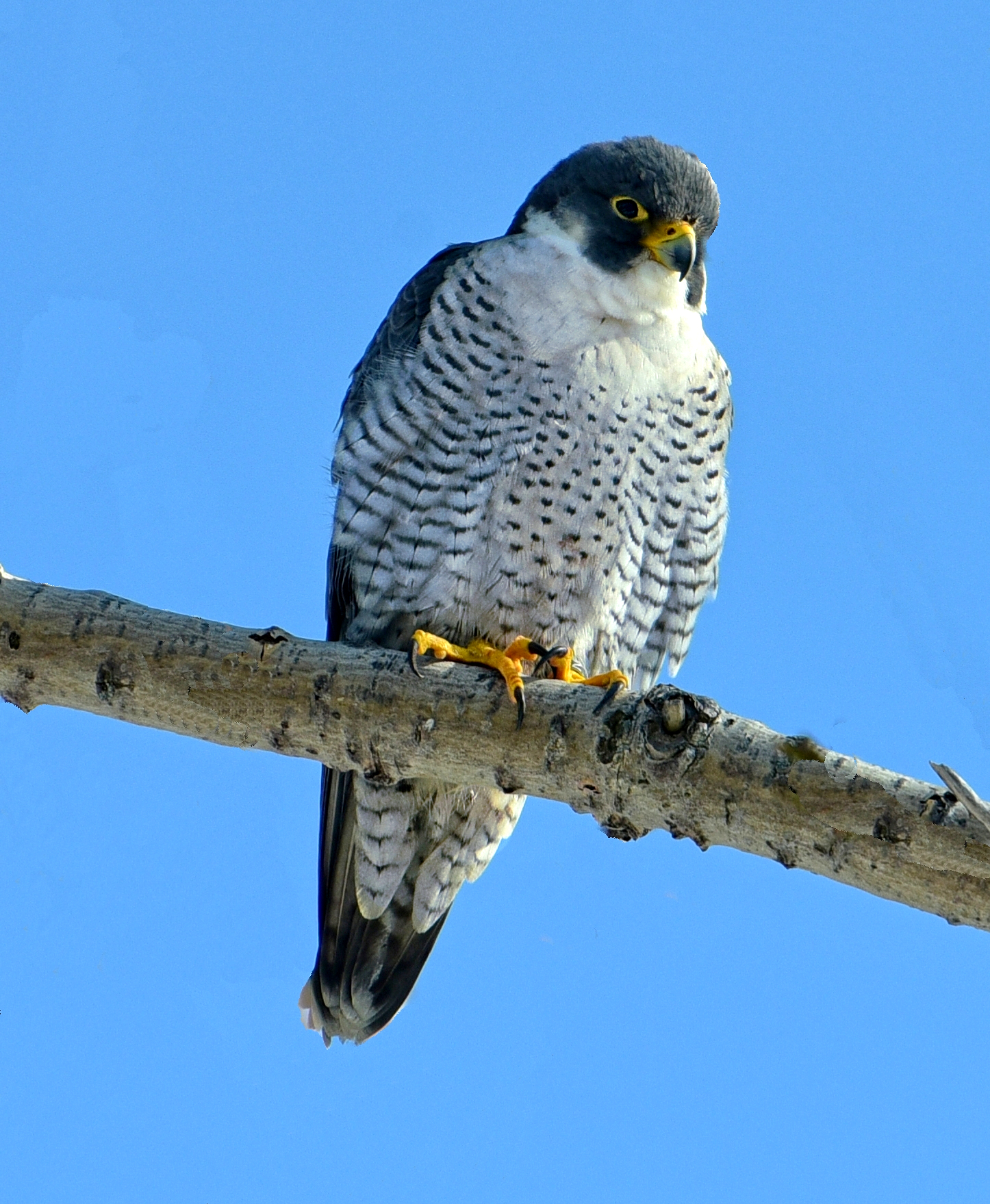
Wanderfalke
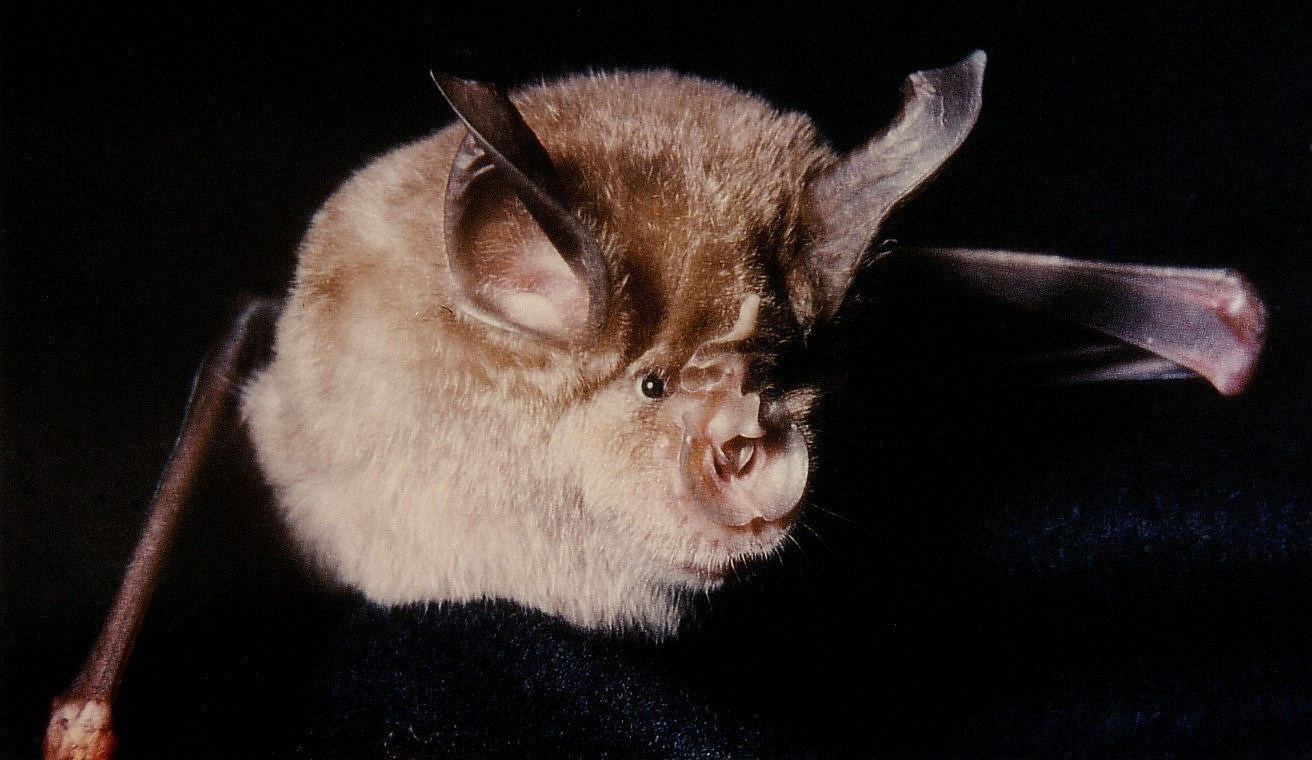
Große Hufeisennase
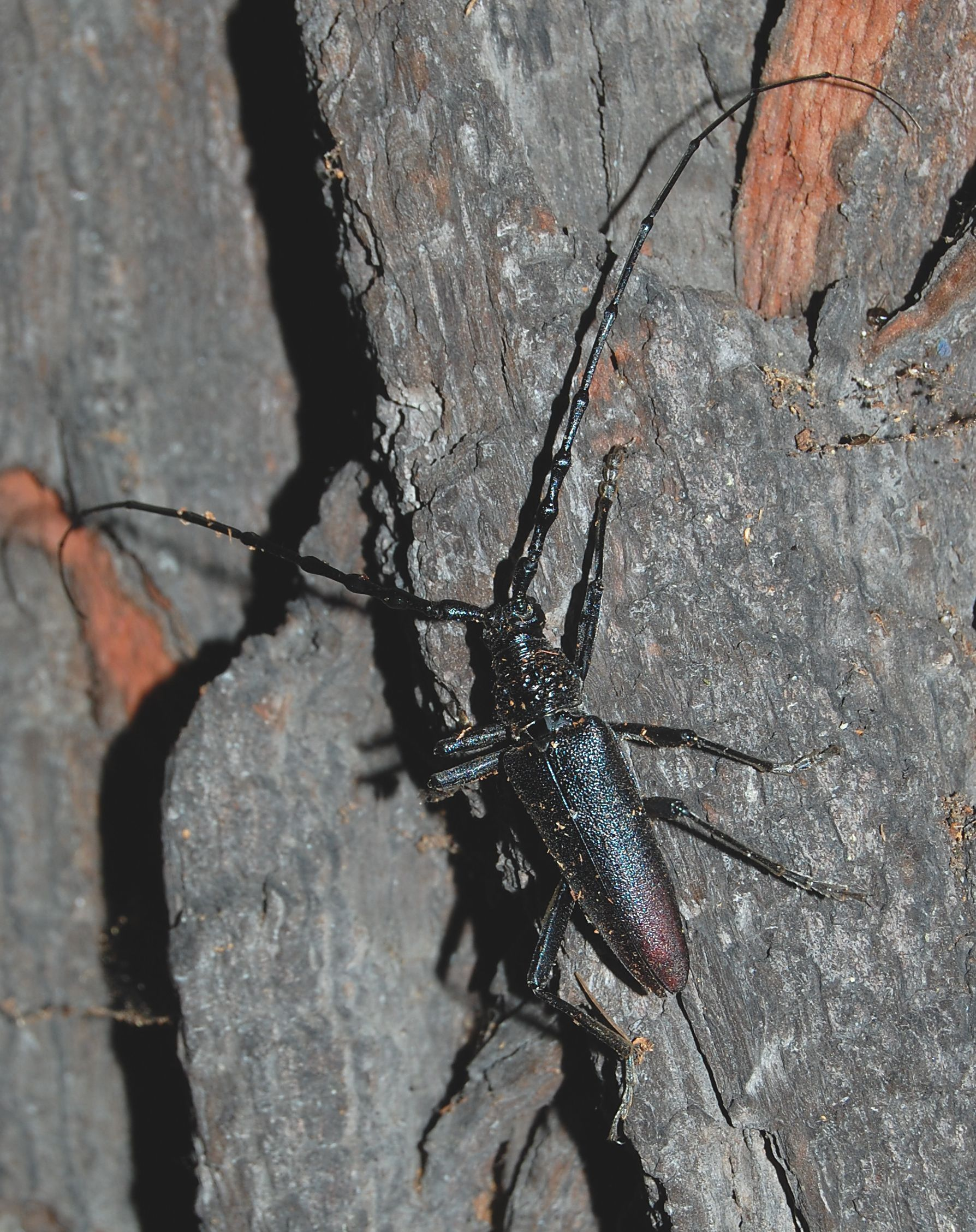
Großer Eichbock
Ruineneidechse

### Weitere vorkommende Arten

#### Reptilien
- Westliche Smaragdeidechse

#### Insekten
- Lucanus tetraodon, ein Käfer aus der Gattung Lucanus

## Gefährdung und Schutzmaßnahmen
Als Gefährdungspotentiale wurden ausgemacht forst- und landwirtschaftliche Maßnahmen, einschließlich dem Einsatz von Insektenschutzmitteln jeglicher Art, die die bestehenden Habitate beeinträchtigen. Des Weiteren werden aufgeführt  Straßen- und Wegebau, zunehmende Urbanisierung der Randgebiete, Sport- und Freizeitverhalten im Schutzgebiet, Verbreitung invasiver Spezies, Verbuschung und Brandstiftung. Die Schutzmaßnahmen zielen vor allem darauf ab, die Nutzung des Schutzgebietes mit seinem Erhalt in Einklang zu bringen. Insbesondere soll der Kastanienwaldbestand verbessert und Macchie- und Trockenrasenlandschaft erhalten werden. Besonderes Augenmerk wird auf die Lebensräume des Großen Eichenbocks und der im Schutzgebiet heimischen Fledermausarten gelegt.